# Saint-Séverin-d’Estissac
Saint-Séverin-d’Estissac ist eine französische Gemeinde mit 91 Einwohnern (Stand 1. Januar 2022) im Département Dordogne in der Region Nouvelle-Aquitaine (vor 2016: Aquitanien). Die Gemeinde gehört zum Arrondissement Périgueux und zum Kanton Vallée de l’Isle.
Der Name in der okzitanischen Sprache lautet Sent Sieurin d’Estiçac und leitet sich vom heiligen Severin, Bischof von Bordeaux im fünften Jahrhundert, ab. Der Zusatz „Estissac“ stammt vermutlich von einem Landgut, das in gallorömischer Zeit einem „Asticius“ gehörte.
Die Einwohner werden Saint-Séverinois und Saint-Séverinoises genannt.

## Geographie
Saint-Séverin-d’Estissac liegt ca. 25 km südwestlich von Périgueux und ca. 25 km nördlich von Bergerac im Gebiet Landais der historischen Provinz Périgord.
Umgeben wird Saint-Séverin-d’Estissac von den fünf Nachbargemeinden:
|         | Neuvic                                      | Vallereuil            |
| Sourzac | Kompassrose, die auf Nachbargemeinden zeigt |                       |
|         | Issac                                       | Saint-Jean-d’Estissac |

Saint-Séverin-d’Estissac liegt im Einzugsgebiet des Flusses Dordogne. Die Crempsoulie, ein Nebenfluss der Crempse, durchquert das Gebiet der Gemeinde.

## Einwohnerentwicklung

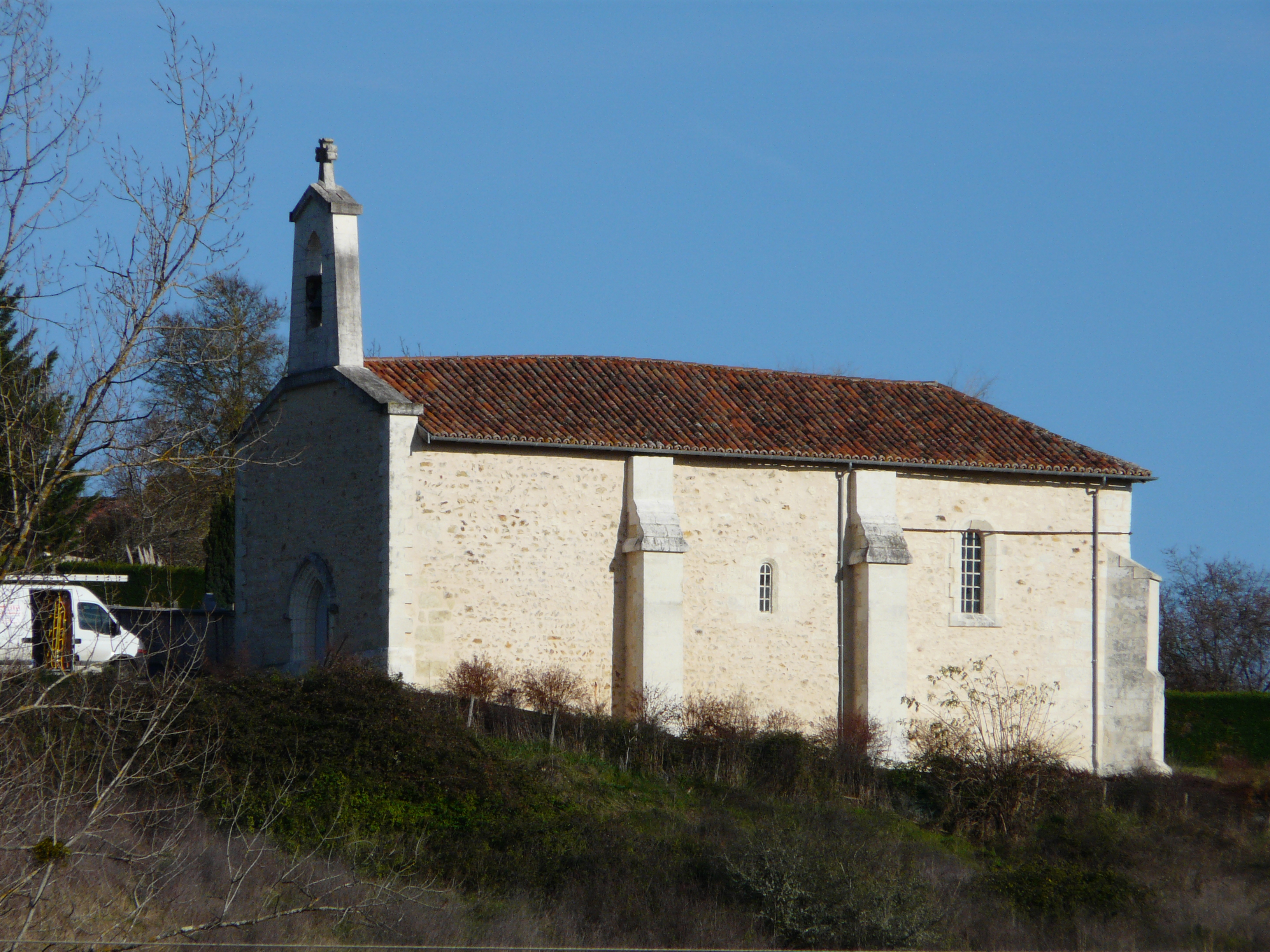
Pfarrkirche Saint-Séverin

Nach Beginn der Aufzeichnungen stieg die Einwohnerzahl in der ersten Hälfte des 19. Jahrhunderts mehrmals auf Höchststände von rund 175. In der Folgezeit sank die Größe der Gemeinde bei kurzen Erholungsphasen bis zu den 1970er Jahren auf rund 50 Einwohner. Es folgte ein Wachstumstrend, der sich seit der Jahrtausendwende auch mit signifikanten Zuwächsen auszeichnete.
| Jahr      | 1962 | 1968 | 1975 | 1982 | 1990 | 1999 | 2006 | 2011 | 2022 |
| --------- | ---- | ---- | ---- | ---- | ---- | ---- | ---- | ---- | ---- |
| Einwohner | 77   | 65   | 51   | 56   | 55   | 51   | 63   | 83   | 91   |

## Sehenswürdigkeiten
- Pfarrkirche Saint-Séverin aus dem 19. Jahrhundert

## Wirtschaft und Infrastruktur
Die Gemeinde profitiert von seiner ländlichen Umgebung, um einen „grünen“ Tourismus zu entwickeln.

### Verkehr
Saint-Séverin-d’Estissac ist erreichbar über die Routes départementales 39 und 39E1.